# Gau Ostpreußen

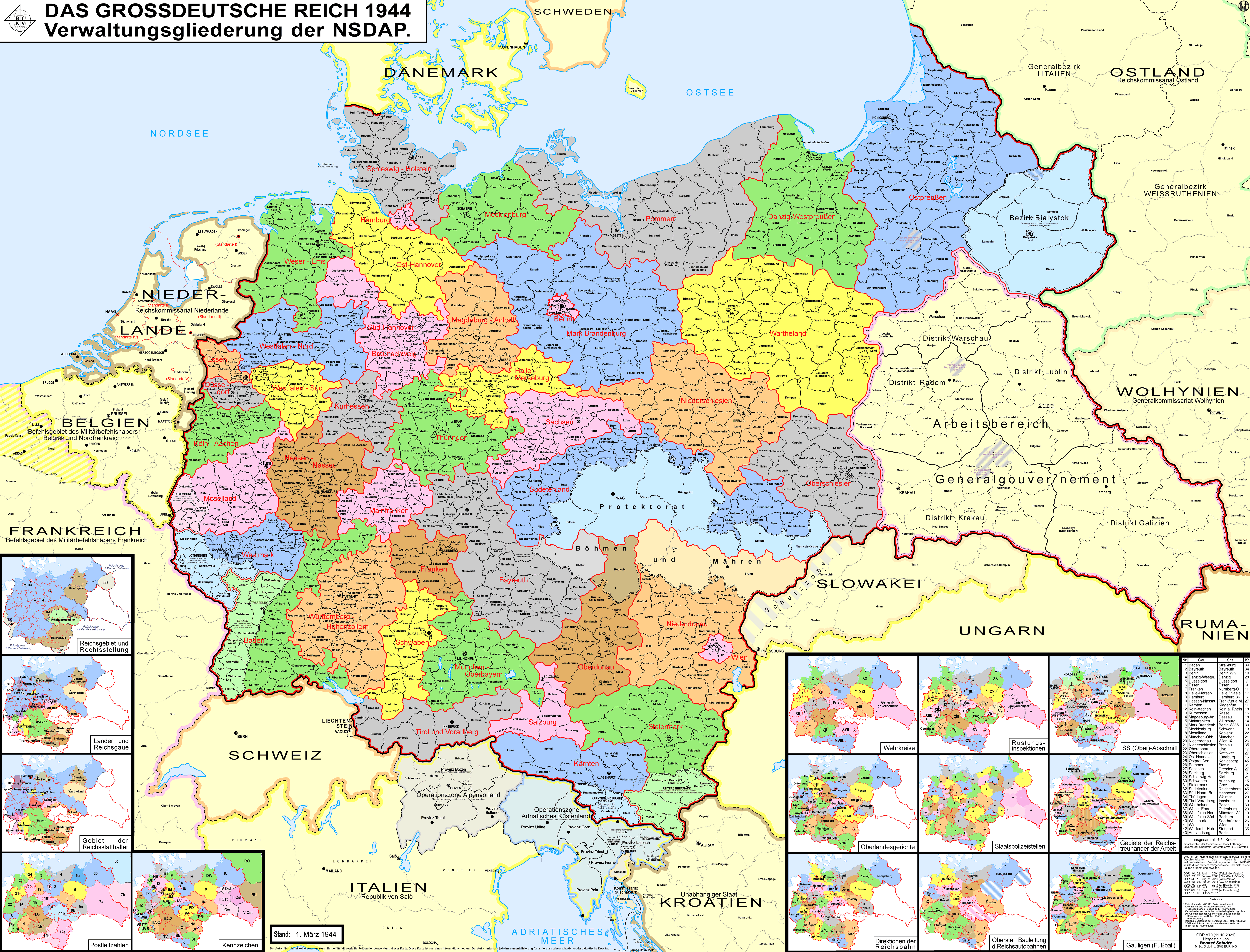
Gaue des Deutschen Reiches 1944

Der Gau Ostpreußen war eine Verwaltungseinheit der NSDAP.

## Geschichte und Struktur

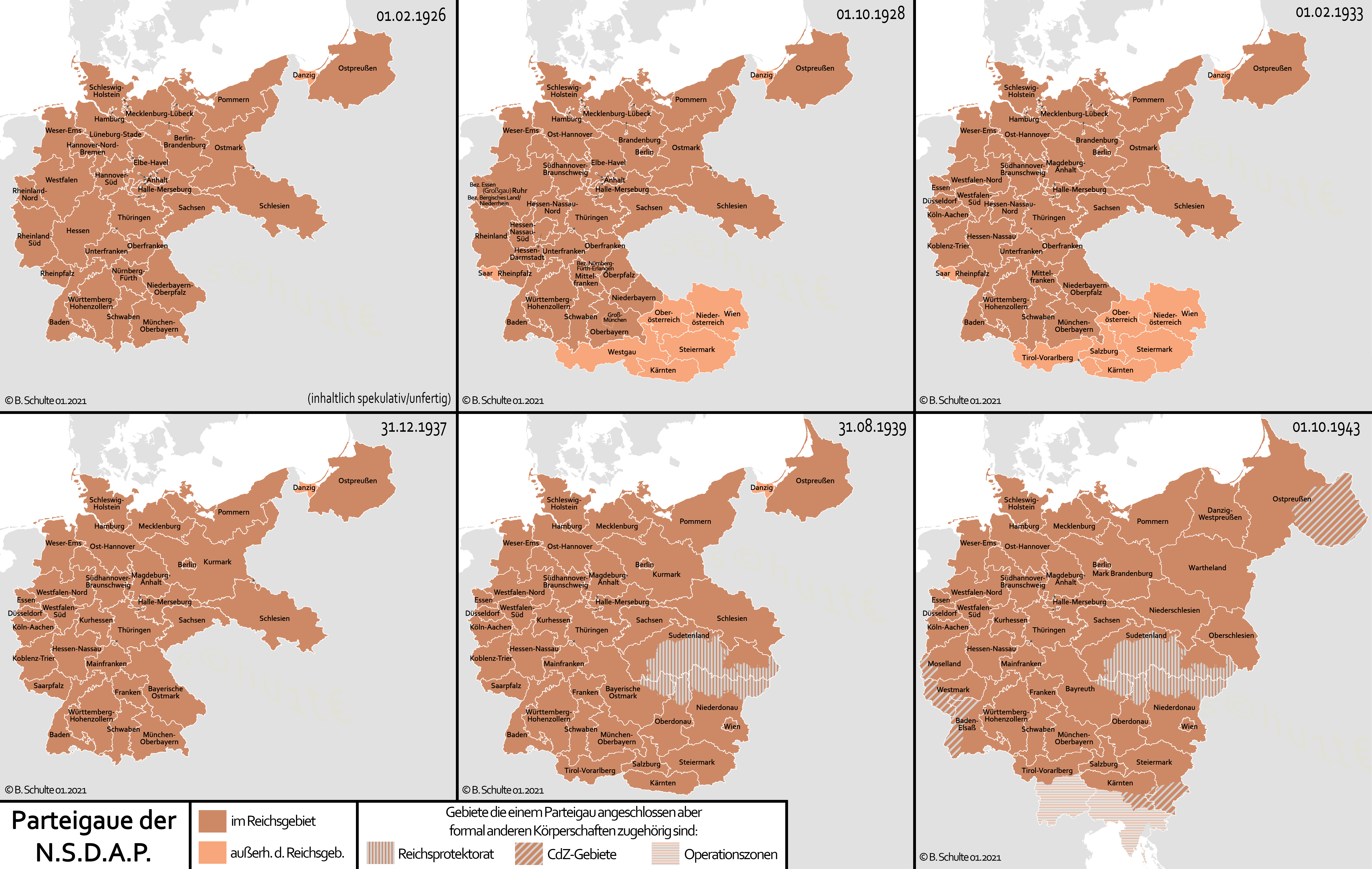
Gaue der NSDAP 1926, 1928, 1933, 1937, 1939 und 1943

Der Gau entstand am 1. Februar 1926 unter Bruno Gustav Scherwitz, der ihn bis Mitte 1927 im Auftrag von Gregor Strasser leitete. Der ab 1928 langjährige Gauleiter war Erich Koch (1. Oktober 1928 – 1945), sein Stellvertreter zunächst Georg Heidrich, der 1931 wegen Korruptionsvorwürfen nach Pommern abgeschoben wurde, darauf Ferdinand Großherr (ca. 1932 – 8. April 1945). Koch meldete Adolf Hitler als erster Gauleiter die vorgebliche Beseitigung der enormen Arbeitslosigkeit. 1933 wurde die Erich-Koch-Stiftung gegründet, die Projekte finanzierte, aber ebenso der Bereicherung Kochs diente. Auch in der Gleichschaltung der Verwaltung und in der Bekämpfung der politischen und kirchlichen Opposition war Koch nach NS-Maßstäben erfolgreich: Ostpreußen galt als „NS-Mustergau“. 1935 kam es zu einem Machtkampf zwischen Koch und anderen; der SS-Führer und Königsberger Gestapoleiter Erich von dem Bach-Zelewski sammelte Hunderte von Belastungszeugen gegen ihn. Koch wurde am 26. November 1935 nach Berlin transportiert und aller seiner Ämter enthoben. Am 22. Dezember setzte Hitler Koch aber wieder ein. Mit dem Krieg 1939 wurde Koch zum Reichsverteidigungskommissar für Ostpreußen (Wehrkreis I) ernannt. Nach dem Ende des Überfalls auf Polen ging der Regierungsbezirk Westpreußen am 26. Oktober 1939 an den neuen Reichsgau Westpreußen (ab November 1939 Gau Danzig-Westpreußen). Hinzu kam der Regierungsbezirk Zichenau (in Polen Ciechanów), der nur altpolnisches Gebiet umfasste. Nach dem Beginn des deutsch-sowjetischen Krieges 1941 wurde Koch im benachbarten Bezirk Bialystok zum Chef der Zivilverwaltung, sein ständiger Vertreter war der vormalige Tilsiter Landrat Fritz Brix. Im weiteren Kriegsverlauf erhielt Koch die Zuständigkeit für den Einsatz der Zwangsarbeiter, die er selbst als Reichskommissar für die Ukraine requirierte, und am 25. November 1944 für den Volkssturm.
Auf der staatlichen Ebene stand ihm seit 1933 der Reichsstatthalter für Preußen und Ostpreußen, Hermann Göring, gegenüber. Im Sommer 1933 wurde der Gauleiter wie in vielen anderen Gauen auch zum Oberpräsidenten der Provinz Ostpreußen ernannt, womit die Grenzen zwischen Partei und Staat verschwammen. Hitlers persönlicher Referent Paul Hoffmann wurde von 1936 bis 1941 Regierungspräsident im Regierungsbezirk Königsberg. Der Landeshauptmann der Provinz Ostpreußen ab 1928 bis 1940 war der Jurist Paul Blunk.
Der Sitz der Gauhauptstadt war Königsberg (Ostpreußen), Große Schloßteichstraße 7. Gauinspekteur war Fritz Schlegel. Ab 1933 bis zum Parteiausschluss 1935 war Max Klimmek Gauamtsleiter für Kommunalpolitik. Gauredner Ernst Duschön MdR stieg zum Gauwalter der Deutschen Arbeitsfront auf. Der Präsident der Handwerkskammer und SA-Führer Waldemar Magunia MdR war Gauwirtschaftsberater. Im NS-Dozentenbund war Hans-Bernhard von Grünberg von 1935 bis 1945 Gaudozentenbundführer in Ostpreußen. 1937 wurde er zum Rektor der Albertus-Universität Königsberg, 1938 zugleich Gauamtsleiter. Vom 1. Juli 1933 bis zum 1. Juni 1937 war der Ostforscher Prof. Theodor Oberländer Gauamtsleiter des Grenzlandamtes. Eine Gauführerschule bestand in Rippen bei Ludwigsort.